# Kubanka, Odesa
Kubanka (în ucraineană Кубанка) este un sat în comuna Krasnosilka din raionul Odesa, regiunea Odesa, Ucraina.

## Demografie
Componența lingvistică a localității Kubanka
     Ucraineană (60,31%)
     Bulgară (17,18%)
     Rusă (17,01%)
     Română (4,47%)
     Alte limbi (0,68%)
Conform recensământului din 2001, majoritatea populației localității Kubanka era vorbitoare de ucraineană (60,31%), existând în minoritate și vorbitori de bulgară (17,18%), rusă (17,01%) și română (4,47%).